# Притхивиндрадеви
Притхивиндрадеви (кхмер. ប្ឫថិវេន្ទ្រទេវី, IAST: Pṛthivīndradevī) — ангкорская принцесса, мать короля Индравармана I.

## Биография
В более поздних надписях принцесса Притхивиндрадеви из Вьядхапуры описывается как «рожденная в семье, где государи сменяли друг друга, дочь Рудравармана и дочь дочери Нрпатиндравармана». Описывается как сестра Дхараниндрадеви в генеалогии Индравармана I. 
Притхивиндрадеви была замужем за соратником Джаявармана II, — Притхивинарендрой или Притхивиндраварманом, — который оказывал королю помощь в умиротворении региона Мальянг. У них был сын — Индраварман I:

[Она] стала женой Притхивиндравармана, рожденного в семье кшатриев и имевшего сына царя, почитаемого другими царями, по имени царь Индраварман.— K. 774, lines 8–12.
Связь Притхивиндрадеви с Вьядхапурой обеспечила Индраварману I необходимую легитимность в этом регионе. Впоследствии царь Сурьяварман I обосновывал свои претензии престол Яшодхарапуры, тем что его мать приходилась Притхивиндрадеви родственницей.